# Fibré en coniques

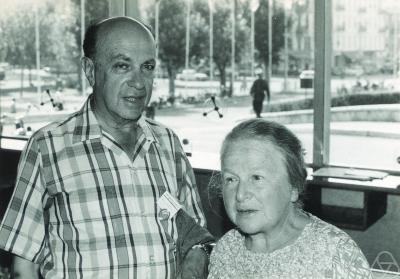
Richard et Ilse Brauer en 1970.

En géométrie algébrique, un fibré en conique est une variété algébrique particulière. 
Ces surfaces apparaissent historiquement comme les solutions d'une équation cartésienne de la forme
Théoriquement, on les considère comme des surfaces de Severi-Brauer (en). Plus précisément comme des surfaces de Châtelet. On les obtient comme revêtement de degré 2 d'une surface réglée standard.
On peut également les regarder, à isomorphisme près, comme associées à un symbole {\displaystyle (a,P)} dans le deuxième groupe de cohomologie du corps {\displaystyle k}.
Il s'agit de surfaces dont on connaît bien les groupes de diviseurs et qui, pour les plus simples, se partagent avec les surfaces de Del Pezzo (en) la propriété d'être rationnelles. Toutefois de nombreux problèmes de mathématiques contemporaines demeurent ouverts, notamment, pour celles qui ne sont pas rationnelles, celui de leur unirationalité, c'est-à-dire de l'existence, sur ces surfaces, d'au moins une courbe algébrique.

## Une version naïve
Pour décrire correctement un fibré en coniques, il convient d'abord de réduire la forme quadratique du membre de gauche. On obtient ainsi, après un changement de variable innocent, une expression simple, du type {\displaystyle X^{2}-aY^{2}=P(T)}.
Dans un second temps, il convient de se placer dans un espace projectif de façon à compléter la surface à l'infini. 
Pour cela, on écrit l'équation en coordonnées homogènes et on exprime en premier lieu la partie visible du fibré. Pour {\displaystyle t\in A_{k}^{1}} et {\displaystyle (x:y:z)\in P_{k}^{2}} vérifiant {\displaystyle X^{2}-aY^{2}=P(T)Z^{2}}.
Cela ne suffit pas pour compléter le fibré (de façon propre et lisse), et on le recolle alors à l'infini par un changement de cartes classique :
Vu de l'infini, (c'est-à-dire au travers du changement {\displaystyle t\mapsto t'={\frac {1}{t}}}), le même fibré (excepté les fibres {\displaystyle t=0,} et {\displaystyle t'=0}), s'écrit comme l'ensemble des solutions de {\displaystyle X'^{2}-aY'^{2}=P^{*}(T')Z'^{2}} où {\displaystyle P^{*}(T')} apparaît naturellement comme le polynôme réciproque de {\displaystyle P}. On détaille ci-dessous ce qu'il en est du changement de cartes {\displaystyle (x':y':z')}.

### Le fibré Fa,P
Pour aller un peu plus loin, tout en simplifiant la question, on se limite au cas où le corps {\displaystyle k} est de caractéristique nulle et on note par {\displaystyle m} un entier naturel non nul. On note {\displaystyle P(T)} un polynôme à coefficients dans le corps {\displaystyle k}, de degré {\displaystyle 2m} ou {\displaystyle 2m-1}, mais sans racine multiple. On considère le scalaire {\displaystyle a\in k^{*}\setminus k^{*2}}, élément non carré du corps de base.
On définit {\displaystyle P^{*}(T)=T^{2m}P({1 \over T});} le polynôme réciproque de P, et on note {\displaystyle F_{a,P}} le fibré défini de la manière suivante :
Définition :
{\displaystyle F_{a,P}} est la surface obtenue en recollant les deux surfaces : {\displaystyle U} et {\displaystyle U'} de {\displaystyle {P}_{1,k}\times {A}_{k}^{1}} d'équations {\displaystyle X^{2}-aY^{2}=P(T)Z^{2}} et {\displaystyle X'^{2}-aY'^{2}=P^{*}(T')Z'^{2}} 
le long des ouverts {\displaystyle \lbrace T\neq 0\rbrace } et {\displaystyle \lbrace T'\neq 0\rbrace } par les isomorphismes {\displaystyle x'=x,} , {\displaystyle y'=y,} et {\displaystyle z'=zt^{m}}. 
On montre le résultat suivant :
Propriété fondamentale :
La surface {\displaystyle F_{a,P}} est une {\displaystyle k-}surface propre et lisse ; l'application {\displaystyle p} définie par {\displaystyle p:((x:y:z),t)\rightarrow t} sur {\displaystyle U} et {\displaystyle p:((x':y':z'),t')\rightarrow t'} sur {\displaystyle U'} munit {\displaystyle F_{a,P}} d'une structure de fibré en coniques sur {\displaystyle {P}_{1,k}}.

### L'Intérêt de cette approche
Elle permet de donner d'un fibré en conique un modèle simple. Elle permet surtout d'exhiber le revêtement de ce fibré en conique comme celui d'une surface réglée standard. Le langage classique, en terme cohomologique, s'y retrouve aisément. On examinera pour s'en convaincre le problème de l'unirationalité .

## Unirationalité
La question de l'unirationalité de ces surfaces algébriques est ouvert. il s'agit de tracer sur la surface une courbe algébrique (c'est-à-dire qu'on ne s'autorise que des annulations de polynômes) dont les coefficients sont dans le corps de base.
L'existence d'une telle courbe répond à un certain type de conjectures sur les surfaces de Severi-Brauer : voir Conjectures de Mazur. Il s'interprète en termes cohomologiques de la façon suivante :
Soit {\displaystyle K} un corps et {\displaystyle {\overline {K}}} sa clôture séparable ; le groupe de cohomologie galoisienne {\displaystyle Br(K)=H^{2}(K,{\overline {K}}^{*})} est le groupe de Brauer du corps {\displaystyle K}.
On note {\displaystyle _{2}Br(K)} le sous-groupe de {\displaystyle Br(K)} formé des éléments tués par 2.
Si {\displaystyle A} et {\displaystyle B} sont deux éléments de {\displaystyle K^{*}}, le cup produit {\displaystyle (A,B)_{K}\in H^{2}(K,\mu _{2})=\ _{2}Br(K)\subset Br(K)} des classes de {\displaystyle A} et {\displaystyle B} dans {\displaystyle K^{*}/K^{*2}=H^{1}(K,\mu _{2})} caractérise la conique d'équation : {\displaystyle {X^{2}-AY^{2}-BZ^{2}=0}} à {\displaystyle K-}isomorphisme près.
On en déduit que la conique {\displaystyle {X^{2}-AY^{2}-BZ^{2}=0}} a des points rationnels dans un sur-corps {\displaystyle L} de {\displaystyle K} si et seulement si l'image {\displaystyle (A,B)_{L}\in _{2}Br(L)} de {\displaystyle (A,B)_{K}\in _{2}Br(K)} par le morphisme de restriction est triviale. 
L'unirationalité du fibré se traduit dans ce langage en prenant {\displaystyle K=k(T)} où {\displaystyle k} est un corps de nombres. Généralement, on se limite dans le cas où le symbole s'écrit {\displaystyle (a,P(T))_{k(T)}} avec {\displaystyle a} un élément de {\displaystyle k}. 
Si {\displaystyle \beta (U)\in k(U)} est une fraction rationnelle non constante, on note {\displaystyle \beta ^{*}:Br(k(T))\to Br(k(U))} le morphisme de restriction associé à l'injection du corps {\displaystyle k(T)} dans le corps {\displaystyle k(U)} qui envoie {\displaystyle T} sur {\displaystyle \beta (U)}.
On a {\displaystyle \beta ^{*}(a,P(T))_{k(T)}=(a,P(\beta (U))_{k(U)}}. 
Dans ce langage, l'unirationalité du fibré en coniques {\displaystyle X^{2}-aY^{2}=P(T)Z^{2}} est bien équivalente à l'existence d'une fraction rationnelle non constante {\displaystyle {\beta (U)\in k(U)}} telle que {\displaystyle (a,P(\beta (U))_{k(U)}} est l'élément neutre de {\displaystyle Br(k(U))}. 
En effet, cela traduit simplement l'idée qu'il existe trois fractions rationnelles
{\displaystyle X(u)} ; {\displaystyle Y(u)} ; {\displaystyle \beta (u)} définies sur {\displaystyle K} telles que l'égalité {\displaystyle X(u)^{2}-aY(u)^{2}=P(\beta (u))} soit vraie dans {\displaystyle K(u)}
Enfin, le corps {\displaystyle k} étant de caractéristique 0, la suite exacte de Fadeev (cf ci-dessous) permet d'exprimer la nullité d'un élément de {\displaystyle Br(k(U))} en termes de résidus.